# Богуслав I
Богуслав I, Богіслав I, Боїслав I (пол. Bogusław I; нім. Bogislaw I; біля *1130 р. — †18 березня 1187 р., Альтварп, район Уккер-Рандов, земля Мекленбург-Передня Померанія) — князь лютичів, князь Померанії-Щецина з 1156 р., князь міста Диміну з 1180 р.; герцог Померанії, король Вендів в 1181—1187 роках. 
Син Вартіслава I (і по одній версії — його матір є Хейла Баваро-Саксонська). Був християнином-католиком. За оборону «Вендської держави» полабських слов'ян від німецьких окупантів іменований Гельмольдом у «Слов'янській хроніці» як благочестивий герцог, Богуслав I. Мав основний свій титул князя племінного союзу лютичів лат. princeps Liuticorum.

## Життєпис
Після смерті батька Вартіслава I та брата Ратибора I (†1155-1156 роки) князь лютичів лат. princeps Liuticorum Богуслав I спочатку керував Західною Померанією спільно з молодшим братом Казимиром I від 1155 р.. На честь свого батька Вартіслава I брати заклали абатство в місті Столп'є (нім. Stolpe, лат. Stolpe).
У 1160 році відбулося вторгнення військ німців у незалежну вендську державу Славія, після невдалої політики слов'янського князя Ніклота. Вендська держава Славія перетворювалася на частину Священної римської імперії. У тому ж році Богуслав I поділив володарювання Померанією з братом Казимиром I, котрий отримав Димін (нім. Demmin).
У 1164 році герцог Генріх Лев Саксонський та король Вальдемар I Данський раптово вторглися в Померанію, того ж року князь лютичів Богуслав I та його брат Казимир I підтримали ободрита Прибислава Мекленбурзького у його повстанні проти герцога Саксонії Генріха Лева.
5 липня 1164 року біля міста Диміна, Богуслав I здобуває перемогу над переважаючими силами своїх ворогів. У битві при Ферхені 6 липня 1164 р., після того як полабським слов'янам вдалося захопити німецький табір, вони були розбиті загоном, який не брав участі в битві. Бургграф Ґунцелін I фон Хаґен перемагає армію Богуслава I, а столиця Казимира I, Димін був спалений. Богуслав I перейшов річку Піну (пол. Piana, нім. Peene). Гельмольд у «Слов'янській Хроніці» засвідчив, що слов'яни втратили в бою до 2500 осіб. Після битви війська Генріха Лева захопили Димін і Столпи. Брати стали васалами Генріха Лева. Казимир I вимушено стає васалом Генріха Лева, а територія племені черезпенян союзу племен лютичів держави велетів заселюється німецькими колоністами. Богуслава I змусили визнати юрисдикцію шверінського єпископа на землі лютичів. Данія зобов'язала Богуслава I з його братом Казимиром I попереджувати напади піратів на данське узбережжя.
Засвідчив Гельмольд у «Слов'янській хроніці» про останнє слов'янське повстання 1164 року за незалежність «Венедської державності» (Славія):

|  | Бо вся земля слов'янська...через безперервні війни, особливо ж війни останньої (1164 року), на милість Господа Бога, Котрий завжди зміцнює десницю благочестивого герцога (Померанії Богуслав I), була цілком перетворена на пустелю. І якщо ще залишалися якісь останні уламки від народу слов'янського, тоді внаслідок нестачі в хлібі й запустіння посівних полів вони були настільки виснажені від голодомору, що були змушені натовпами йти до поморян (у Східну Європу)...І пішли слов'яни (у Східну Європу), які жили в навколишніх селищах, і прийшли сакси і оселилися тут (замість етнічних слов'ян). Слов'яни ж поступово вибували з цієї землі... Герцог (саксонський Генріх Лев) присудив їм (слов'янам) вигнання (зі своїх етнічних земель) та звелів всім своїм (саксам) бути готовими до (військового) походу під-час жнив (мирного збирання врожаю слов'янами, позбавлення джерел харчування)...І прийшло військо герцога (саксонського Генріха Лева), і нікого (слов'ян) тут не знайшлося, хто вчинив би йому (озброєний) опір. Бо слов'яни, увесь час йдучи вперед (до Східної Європи), втікали від присутності герцога (саксонського Генріха Лева), не маючи сміливості десь зупинитися зі страху перед ним...І прийшли сюди зі своїх земель тевтонці, щоби населити цю землю, простору, багату хлібом, зручну з-за великої кількості пасовищ, багату рибою та м'ясом і всіма благами...Мужі ж гользатські, які після вигнання слов'ян заселили їх землю, старанні в спорудженні (католицьких) церков...Вся ж земля слов'янська,...колись небезпечна (для саксів) засідками і майже пустельна, тепер, завдяки Господу (Богу), вся перетворена в єдину саксонську колонію. І споруджуються тут (німецькі) міста і селища, і збільшується кількість (католицьких) церков, і росте число служителів божих (священиків)...Ґунцелін (I фон Гаген), муж сильний і васал герцога (саксонського Генріха Лева), наказав своїм (саксам), щоб якщо вони виявлять будь-яких (живих) слов'ян, які (утрималися від міграції) пробираються через глухі місця,...то щоби схопивши їх у полон, негайно передавали їх для страти через повішення |

Вже як васали Генріха Лева, Богуслав I та його брат взяли участь в данському поході 1168 р. на острів Рюген (Руян).
У 1169 році Генріх Лев вимагав від Вальдемара I половину захопленої здобичі. Після того як той відмовив братам брати участь у війні з Данією доти, доки між Саксонією та Данією не було укладено мирний договір. За свідченням Гельмольда слов'яни захопили 700 данців. У 1170—1174 роках тривала війна між Померанією та Данією.
Богуслав I формує коаліцію, отримує в союзники ляхів у Польщі, в особі Мешко ІІІ Старого та згодом Казимира II Справедливого. У 1177 році уклав другий шлюб з Анастасією Великопольською.
У 1180 році він успадковував від Казимира місто Димін, після облоги міста маркграфом Бранденбургу Оттона I. Від того часу Богуслав I княжить на одинці. У 1180 році імператор Священної Римської імперії Фрідріх Барбаросса підбив його суперника Генріха Лева Саксонського та Баварського, і ставить Генріха Лева поза Святою Римською імперією. Під владою Богуслава I Померанія об'єднується.
У 1181 році Фрідріх Барбаросса, позбавивши Генріха Лева його володінь, зробив Богуслава I герцогом Померанії (надав сюзеренітет), а Польща втрачає контроль над Померанією. Богуслав I був у таборі «Слов'ян» (нім. Slawien) Фрідріха I Барбаросси під м. Любек. Новий статус дещо змінив положення померанського правителя: з 1164 р. він став васалом Саксонії, після війни 1169 р. сюзеренні претензії на Західну Померанію висував Вальдемар I Данський, також певний інтерес відчував король Польщі. У наслідку підвищення Барбароссом статусу почасти зміцнило становище Померанії (тепер вона безпосередньо підкорялася імператорові).
У 1182 році був незгідний з цим Вальдемар I, і планував війну з Померанією, але 12 травня він раптово помер. А його спадкоємець Кнуд VI відмовився залишитися васалом імперії. За наказом імператора великий морський флот Померанії на чолі з Богуславом I воював з Данією та Яромаром I Рюгенським. Але після того як у 1184 році флот Померанії програв бій у Грайфсвальдській затоці проти державного службовця Данії єпископа Абсалона, коли армія Кнуда VI у 1185 році висадилася в Померанії й через порт Камінь-Поморський данці почали грабувати слов'янські поселення в містах і селах, тоді Богуслав I змушений був визнати себе васалом короля Данії, після чого був змушений сплачувати данину. Слов'янській острів Руян став феодальним володінням Данії.
1185 року, захопивши балтійське узбережжя та підкоривши Богуслава I, Кнуд VI додав до своєї титулатури титул короля венедів.
18 травня 1187 року він помер на теренах племені укранів («Сосниця»-Засніц нім. Sosnitza, Sassnitz, Saßnitz): Альтварп, район Уккер-Рандов, земля Мекленбург-Передня Померанія. Похований на монастирському холмі в Узедомі, на теренах лютичів.
У 1238 році Папа Римський Григорій IX писав про Богуслава I як «герцог кашубів»: лат. duce Cassubie.
Його вдова-дружина Анастасія пожертвувала у 1224 році на католицький монастир та храм Премонстрантів у Тшеб'ятуві, де вона і була похована після 1240 року.

## Родина
Дружини:
1. Вальбурга Данська (близько 1150 р. — †1177 р.) (за одною версією дочка Вальдемара I Данського, за іншою — дочка Свантібора Поморського), вона дала йому нащадків Ратібора та Вартіслава;
2. Анастасія Великопольська (1160 р. — 1187 р.), донька Мешко III Польського та Євдокії Київської (донька Ізяслава Мстиславича), від неї мав синів Богуслава й Казимира, та доньку Доброславу;

Діти:
- Ратібор (близько 1160 р. — †1183 р.), внучатий племінник Ратібора I, чоловік з 1175/1176 р. Саломеї (близько 1160 р. — 11.05.12 р.) дочки Мешко III Польського.
- Вартіслав (II) (бл. 1160 р. — †1184 р.).
- Богуслав II (бл. 1178—1220 р. — † після 1187 р.) герцог Щецину 1187—1220 рр., чоловік 1) Мирослави (- 1233 р.) дочки Мстивоя I; 2) Віслави, дочки Ярополка Романовича Смоленського.
- Казимир II (- 1219/1220 р.—— † після 1187 р.) співправитель Померанії бл. 1187—1219 рр./1220 р.. Резиденція — Димін. У 1184—1219 р./1220 р. — чоловік Інґерди Данської.
- Доброслава (перед 1187 р. — близько 1226 р.)